# Mektoub, My Love: intermezzo
Série
Mektoub, my love: canto uno
(2017) Mektoub, My Love: canto due
(2025)
Pour plus de détails, voir Fiche technique et Distribution.
Mektoub, My Love: Intermezzo est un film dramatique français, co-écrit et réalisé par Abdellatif Kechiche, présenté au Festival de Cannes 2019, mais sans sortie officielle. C'est la suite de Mektoub, My Love: Canto Uno, reprenant les mêmes acteurs.

## Synopsis
C'est la fin de l'été et Amin vit une histoire d'amour sereine avec Charlotte. Ophélie, quant à elle, est confrontée aux conséquences de ses multiples relations amoureuses.

## Fiche technique
- Titre : Mektoub, My Love: Intermezzo
- Réalisation : Abdellatif Kechiche
- Scénario : Abdellatif Kechiche et Ghalia Lacroix
- Décors : Luciano Cammerieri
- Photographie : Marco Graziaplena
- Montage : Luc Seugé
- Pays d'origine : France
- Format : Couleurs - 35 mm - 2,35:1
- Genre : comédie romantique
- Durée : 212 minutes[1]
- Dates de sortie :  
  - France : (projection unique le 23 mai 2019 au Festival de Cannes)

## Distribution
- Shaïn Boumedine : Amin
- Ophélie Bau : Ophélie
- Salim Kechiouche : Tony
- Alexia Chardard : Charlotte
- Lou Luttiau : Céline
- Hafsia Herzi : Camélia
- Marie Bernard : Marie
- Roméo De Lacour : Aimé
- Meleinda Elasfour : Mel
- Dany Martial : Dany
- Kamel Saadi : Kamel

## Accueil

### Festival de Cannes
Le film suscite la controverse lors de sa présentation au Festival de Cannes le 23 mai 2019. De nombreux spectateurs quittent la salle, notamment à cause de la longueur de certaines scènes très crues et érotiques, voire pornographiques,. Ce long-métrage expérimental et hypnotique de 3h27 est ponctué par une scène de cunnilingus non simulée de près d'un quart d'heure dans les toilettes de la discothèque. Cette séquence crée la polémique en raison de sa durée et de sa crudité. Plusieurs spectateurs et journalistes dénoncent le caractère très misogyne du film qui réduit les femmes à leur corps et à leurs parties intimes. En juin 2019, l'association Stop au porno demande l'interdiction du film aux moins de 18 ans du fait qu'il est « hautement pornographique ». Elle dit se tenir prête à intenter une action en justice en déclarant « On justifie un certain nombre d’images pornographiques par leur qualité artistique. Mais ces scènes de sexe non simulées ont écœuré à Cannes des spectateurs alors qu’ils sont plutôt aguerris »,.
À Cannes, l'attitude de l'actrice Ophélie Bau, qui joue la scène de cunnilingus, suscite des interrogations. Après avoir monté les marches du Palais des festivals, elle s'éclipse pendant la projection et n'est pas présente le lendemain avec l'équipe du film lors de la conférence de presse du film. Dans une lettre diffusée sur les réseaux sociaux début juillet, Kechiche explique qu'Ophélie Bau n'avait « jamais, à aucun moment, manifesté la moindre gêne, ni quant à sa nudité […] ni quant à la dimension érotique de certaines séquences ». Il précise enfin que c'est à la demande de la comédienne que la séquence de sexe, prévue initialement avec un autre acteur, avait été réalisée avec le comédien Roméo De Lacour, devenu entre-temps son partenaire dans la vie. Selon la version des faits, Ophélie Bau déclare sur le plateau de « Clique » (Canal+) qu'elle n'a pas voulu assister à la projection « parce qu'(elle n'était) pas d'accord avec ce qui allait être projeté. Enfin… pas dans l'intégralité » et « C'était une histoire de contrat pas respecté »,.

## Post-production et sortie compromise
Malgré la polémique, Abdellatif Kechiche se dit prêt à remonter son film. La polémique lors du festival de Cannes 2019, l'insuccès du précédent opus et surtout la liquidation judiciaire en novembre 2019 de Quat'sous Films, la société de production d'Abdellatif Kechiche, bloque toute sortie au cinéma du film. Le blocage est toujours en cours en mai 2022 citant comme causes un conflit entre Kechiche et ses producteurs, un nouveau montage, la probable classification restrictive du long-métrage, et le coût élevé des droits d'auteurs pour l'utilisation des nombreuses chansons composant la bande-son, notamment un remix de Voulez-Vous. Cette situation compromet fortement la sortie du film en salle ainsi que de sa suite Canto Due,.
En août 2022, il est annoncé selon le réalisateur belge Fabrice Du Welz que le film a été totalement remonté avec une nouvelle durée de 130 minutes et pourrait enfin sortir en salles. Par ailleurs, la scène de cunnilingus non simulée de 13 minutes qui avait fait polémique lors de sa projection à Cannes a été totalement remontée pour ne durer finalement qu'une minute. Au CINÉMED 2022, Kechiche déclare que le film et ses deux suites, Canto Due et Canto Tre, sont constamment remontés, exprimant le souhait de sortir le film tout en regrettant le montage présenté à Cannes. Mais en 2023, il déclare laisser de côté le film qu'il considère comme « un exercice libre » inachevé.

## Accueil critique
La journaliste et écrivaine Sophie Avon écrit au sujet du film : « Abdellatif Kechiche a l'art de scandaliser. Avec lui, jaillissent les polémiques sans qu'il les prémédite — du moins veut-on le croire —, car il est avant tout un artiste dont l'œuvre mobilise toutes les forces. ». Le journaliste Peter Bradshaw écrit « Mektoub My Love : Intermezzo est clairement l'œuvre d'un cinéaste sérieux, et la scène de sexe dans les toilettes avec Ophélie est un véritable coup de poing. Inévitablement, comme pour toutes les scènes de sexe, il y aura des gens pour prétendre que cette scène est 'ennuyeuse' ».

## Distinctions

### Sélections
- Festival de Cannes 2019 : sélection officielle, en compétition